# The Daughters of Men
The Daughters of Men er en amerikansk stumfilm fra 1914 af George W. Terwilliger.

## Medvirkende
- Gaston Bell som Matthew Crosby.
- Ethel Clayton som Louise Stolbeck.
- Robert Dunbar som Louis Stolbeck.
- Kempton Greene som Reginald Crosby.
- Mabel Greene som Bella.